# Eupithecia tenellata
Eupithecia tenellata är en fjärilsart som beskrevs av Karl Dietze 1908. Eupithecia tenellata ingår i släktet Eupithecia och familjen mätare. Inga underarter finns listade i Catalogue of Life.